# Lo stupro di Lucrezia

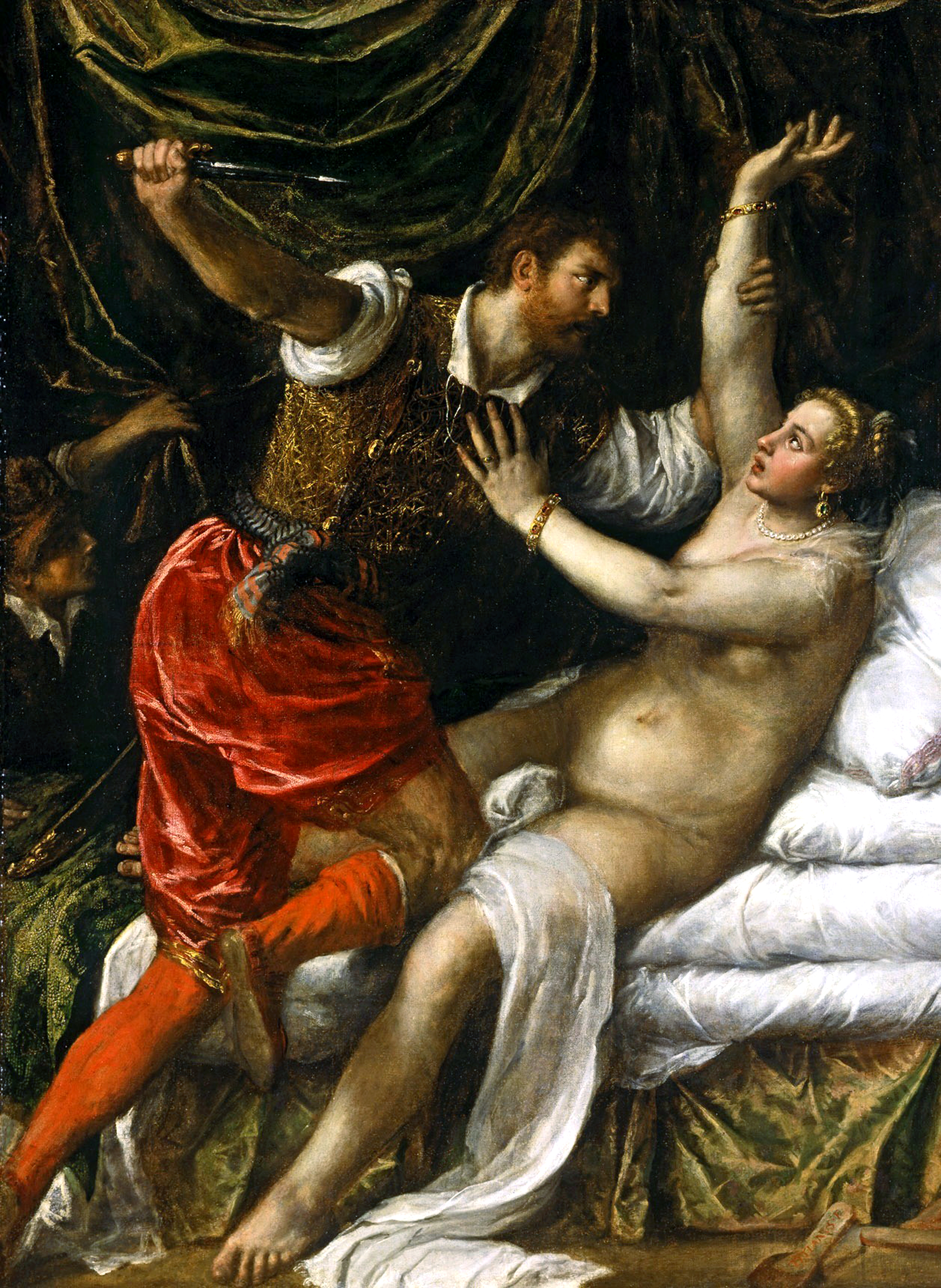
Tiziano Vecellio, Tarquinio e Lucrezia (1571)

Lo stupro di Lucrezia è un poema narrativo scritto da William Shakespeare nel 1594. L'opera è incentrata sulla figura di Lucrezia, famosa per aver causato la cacciata dei Tarquini da Roma.
La dedica che apre l'opera è rivolta a Henry Wriothesley, duca di Southampton e barone di Titchfield.
Il poemetto è lungo 1.855 versi, divisi in 265 stanze di 7 versi ciascuno. Il metro usato è il pentametro giambico, mentre lo schema delle stanze è ABABBCC, formato conosciuto come rhyme royal.